# La ballata dei fantasmi
La ballata dei fantasmi è una commedia musicale del 1960 diretta da Kurt Hoffmann.

## Trama
Un gruppo di banditi, quattro uomini e una donna, sono arrestati dal colonnello imperiale Von Teckel, e condannati ad essere murati vivi. Oltre 100 anni dopo le loro anime vagano senza pace. Per trovarla devono compiere una significativa buona azione. Si insediano nelle cantine dell'antico castello della famiglia Von Sandau, da tempo in grosse difficoltà economiche per i debiti contratti dal defunto barone con l'imprenditore alberghiero Hartog.
Aggirandosi nell'antico maniero si rendono conto delle non facili condizioni in cui si trovano gli abitanti, ed in particolare la contessina Carlotta Von Sandau, sulla quale gravano gran parte dei mestieri quotidiani e l'accudienza degli animali. Le sue condizioni impietosiscono anche Martin, figlio del signor Hartog, che si introdotto nel castello simulando un incidente e dando un nome falso.
Per scongiurare il sequestro del castello i Von Sandau devono onorare col signor Hartog un debito di 100.000 marchi. Una speranza di trovare la somma arriva con la proposta di ospitare un sovrano straniero, il Principe Kalaka, in visita privata in Germania per firmare il contratto per la costruzione di una grande diga nel suo paese. La proposta arriva dal primo consigliere Von Teckel, pronipote del colonnello, ma le cose non vanno come sperato.
I fantasmi, che hanno intanto approntato una ricetta per tornare in carne ed ossa, rubano i gioielli del principe e li mettono nella camera della contessina, assieme a un biglietto di spiegazioni. Accortosi del furto il consigliere Von Teckel chiama la polizia, che trova il maltolto nella camera di Carlotta. Ovviamente non creduta che gli autori siano i fantasmi, viene arrestata.
Questi ultimi, per ovviare all'errore, corrono ai ripari. Caterina raggiunge il principe, che si è trasferito in riviera, e lo convince a testimoniare al processo che i gioielli non sono stati rubati, ma che lui stesso li ha donati alla stessa Caterina.
Una volta scarcerata Carlotta trova il signor Hartog al castello, che sta facendo portare via i mobili e (non si sa come), lo convince a rinunciare al suo progetto. Ritrova anche Martin, che lei vuole a tutti costi convincere che i fantasmi esistono. Si mette d'accordo con loro per una ballata a mezzanotte, ma Martin, che si è ubriacato, crede che tutto quello che ha visto sia stato solo un sogno.
I fantasmi, infine, vengono invitati dalla NASA a fare un viaggio sulla luna.

## Premi e riconoscimenti
- Medaglia d'argento al Festival di Mosca
- Bambi d'oro per la Critica Cinematografica

## Versione italiana
La versione italiana è stata affidata a Ruggero Fiorini che ha tradotto sia i dialoghi che le canzoni. La direzione del doppiaggio è stata affidata a Giulio Panicali. Da notare che per il canto della protagonista si alternano due voci: Fiorella Betti e Rita Savagnone.